# Gergithus tessellatus
Gergithus tessellatus är en insektsart som beskrevs av Matsumura 1916. Gergithus tessellatus ingår i släktet Gergithus och familjen sköldstritar. Inga underarter finns listade i Catalogue of Life.